# Ephippiochthonius bellesi
Espèce
Synonymes
- Chthonius bellesi Mahnert, 1989

Ephippiochthonius bellesi est une espèce de pseudoscorpions de la famille des Chthoniidae.

## Distribution
Cette espèce est endémique de Minorque aux îles Baléares en Espagne,. Elle se rencontre dans la grotte Cova Na Polida à Es Mercadal.

## Description
Les femelles mesurent de 2,0 à 2,4 mm.

## Étymologie
Cette espèce est nommée en l'honneur de Xavier Bellés i Ros.

## Publication originale
- Mahnert, 1989 : Les pseudoscorpions (Pseudoscorpiones, Arachnida) récoltés pendant la campagne biospeologique 1987 à Minorque. Endins, no 14/15, p. 85-87.